# マフェイ銀河群
マフェイ銀河群(IC 342/Maffei Group)は、局所銀河群から最も近い銀河群である。カシオペヤ座、きりん座、ペルセウス座の方角に見える。ほとんどの銀河は、この銀河群で最も明るいIC 342かマフェイ1かのどちらかの近くに集まっている。この銀河群は、おとめ座超銀河団に含まれる多くの銀河群の1つである。

## 構成
以下の表は、I. D. Karachentsevによってマフェイ銀河群と関連していると同定された銀河の一覧である。Karachentsevはこの銀河群を、IC 342とマフェイ1を中心とする2つのサブグループに分けた。
| 名前          | 型        | 赤経 (J2000.0) | 赤緯 (J2000.0) | 赤方偏移 (km/s) | 視等級 |
| ------------- | --------- | -------------- | -------------- | --------------- | ------ |
| きりん座A     | Irr       | 04h 26m 16.3s  | +72° 48′ 21″   | -46 ± 1         | 14.8   |
| きりん座B     | Irr       | 04h 53m 07.1s  | +67° 05′ 57″   | 77              | 16.1   |
| カシオペヤ座1 | dIrr      | 02h 06m 02.8s  | +68° 59′ 59″   | 35              | 16.4   |
| IC 342        | SAB(rs)cd | 03h 46m 48.5s  | +68° 05′ 46″   | 31 ± 3          | 9.1    |
| KK 35         | Irr       | 03h 45m 12.6s  | +67° 51′ 51″   | 105 ± 1         | 17.2   |
| NGC 1560      | SA(s)d    | 04h 32m 49.1s  | +71° 52′ 59″   | -36 ± 5         | 12.2   |
| NGC 1569      | Sbrst     | 04h 30m 49.1s  | +64° 50′ 52,6″ | -104 ± 4        | 11,2   |
| UGCA 86       | Im        | 03h 59m 50.5s  | +67° 08′ 37″   | 67 ± 4          | 13.5   |
| UGCA 92       | Im        | 04h 32m 04.9s  | +63° 36′ 49.0″ | -99 ± 5         | 13.8   |
| UGCA 105      | Im        | 05h 14m 15.3s  | +62° 34′ 48″   | 111 ± 5         | 13.9   |

| 名前        | 型        | 赤経 (J2000.0) | 赤緯 (J2000.0) | 赤方偏移 (km/s) | 視等級 |
| ----------- | --------- | -------------- | -------------- | --------------- | ------ |
| Dwingeloo 1 | SB(s)cd   | 02h 56m 51.9s  | +58° 54′ 42″   | 110             | 8.3    |
| Dwingeloo 2 | Im        | 02h 54m 08.5s  | +59° 00′ 19″   | 94 ± 1          | 20.5   |
| KKH 11      | dE        | 02h 24m 34.2s  | +56° 00′ 43″   | 310             | 16.2   |
| KKH 12      | Irr       | 02h 27m 26.9s  | +57° 29′ 16″   | 70              | 17.8   |
| マフェイ1   | S0 pec    | 02h 36m 35.4s  | +59° 39′ 19″   | 13 ± 22         | 11.4   |
| マフェイ2   | SAB(rs)bc | 02h 41m 55.1s  | +59° 36′ 15″   | -17 ± 5         | 16.0   |
| MB 1        | SAB(s)d   | 02h 35m 36.5s  | +59° 22′ 43″   | 190 ± 1         | 20.5   |
| MB 3        | dSph      | 02h 55m 42.7s  | +58° 51′ 37″   | 59 ± 1          | 17.33  |

さらに、KKH 37はIC 342サブグループ、KKH 6はマフェイ1サブグループにそれぞれ属する可能性があるとされた。

## 塵による掩蔽
地球から観測するとこの銀河群は、銀河面吸収帯に近い位置に見える。従って、多くの銀河からの光は、銀河系内の塵によってかなりの掩蔽を受ける。これによって、光度や距離、その他の量の測定が影響を受ける等、この銀河群の研究が困難になっている。
さらに、この銀河群中の銀河は歴史的に同定が難しかった。多くの銀河は20世紀末に天文機器を使って発見されたものである。例えば、NGCカタログに載っているようなもっと暗く遠い銀河も19世紀末には発見されていたが、マフェイ1とマフェイ2は、1968年に赤外線画像によってやっと発見された。さらに、IC 342やマフェイ1の近くに見える天体がマフェイ銀河群と関連する銀河なのか、同じ方向に見えるだけの銀河系内の天体なのかを決定するのも困難であった。例えば、MB 2やきりん座Cは、かつてはマフェイ銀河群内の矮小銀河であると考えられていたが、現在では銀河系内の天体であることが分かっている。

## 銀河群の形成と局所銀河群との相互作用の可能性
マフェイ銀河群と局所銀河群は近隣に位置しているため、この2つの銀河群は、形成の初期段階でそれぞれの進化に影響を及ぼし合っていたかもしれない。M. J. Valtonenらによって測定されたマフェイ銀河群の速度や距離の分析によって、IC 342とマフェイ1は、宇宙の膨張で説明ができる速度より速く移動していることが示された。そのため彼らは、2つの銀河群の形成の初期段階でアンドロメダ銀河と激しい重力相互作用を及ぼし合った後、IC 342とマフェイ1は局所銀河群から弾き出されたと示唆した。
しかし、この解釈は銀河までの距離の測定に依存するため、銀河系の塵による掩蔽の程度を正確に測定することに依存する。より最近の観測では、塵による掩蔽はそれまで過大評価されており、そのため距離は過小評価されていたことを示した。この新しい距離の測定が正しいとすれば、マフェイ銀河群の銀河は宇宙の膨張で説明できる速度で動いていることになり、マフェイ銀河群と局所銀河群の衝突の説は否定されることになる。